# Francisco Rodríguez
Francisco Antonio Rodríguez Brito (20. září 1945 Cumaná – 23. dubna 2024) byl venezuelský boxer nastupující v nejlehčí váhové kategorii (lehká muší neboli papírová váha). Vyhrál v ní Panamerické hry v letech 1967 a 1971, při premiéře této váhy na olympiádě v roce 1968 získal zlatou medaili, když ve finále porazil Jihokorejce Čchi Jong-džua. Stal se tak vůbec prvním venezuelským olympijským vítězem. Startoval také na OH 1972, kde vypadl již v prvním kole. Byl znám pod přezdívkou Morochito, pocházel ze čtrnácti dětí, číst a psát se naučil až v dospělosti.